# سیارک ۱۵۴۷۶
سیارک ۱۵۴۷۶ (به انگلیسی: 15476 Narendra، نامگذاری:1999BW24) پانزده هزار و چهارصد و هفتاد و ششمین سیارک کشف شده‌است که در ۱۸ ژانویه ۱۹۹۹ کشف شد.
قدر مطلق سیارک برابر ۱۶.۲ است.